# 마렌느 포트

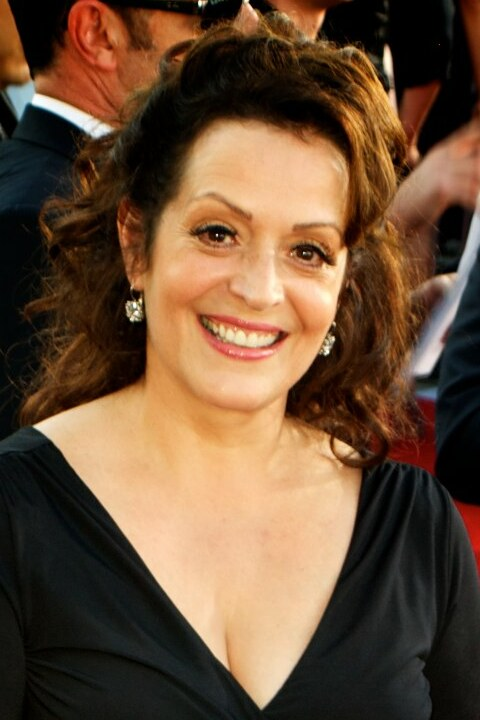
2012년 모습

마를레네 포르테(스페인어: Marlene Forte, 영어: 말린 포테이, 1961년 ~ )는 쿠바 태생의 미국 배우, 영화 제작자, 영화 감독이다.
아바나에서 태어났다.

## 출연 작품
- 더 웨이 백 (2020년)
- 더 싱글 맘스 클럽 (2014년)
- 플러쉬 (2013년) - 닥터 오르티즈 역
- 마이 라스트 데이 위드아웃 유 (2011년) - 러즈 역
- 스타 트렉: 더 비기닝 (2009년)
- 리틀 걸 로스트 (2008년) - 타티타 역
- 어드리프트 인 맨해탄 (2007년) - 마타 콜론 역
- 하우스 오브 페인 (2006년) - 로지 헤르난데즈 역
- 컷 오프 (2006년)
- 테이킹 차즈 (2005년)
- 리얼 위민 해브 커브 (2002년)
- 마이 와이프 앤 키즈 (2001년)
- 재회 (2001년)
- 우리들의 노래 (2000년) - 필라 브라운 역
- 더 브롱크스 워 (1991년)

### 텔레비전
- 법과 질서 (1990년)
- 크로싱 조단 시즌1
- 마이 와이프 앤 키즈 시즌 1